# 마귀곰보버섯

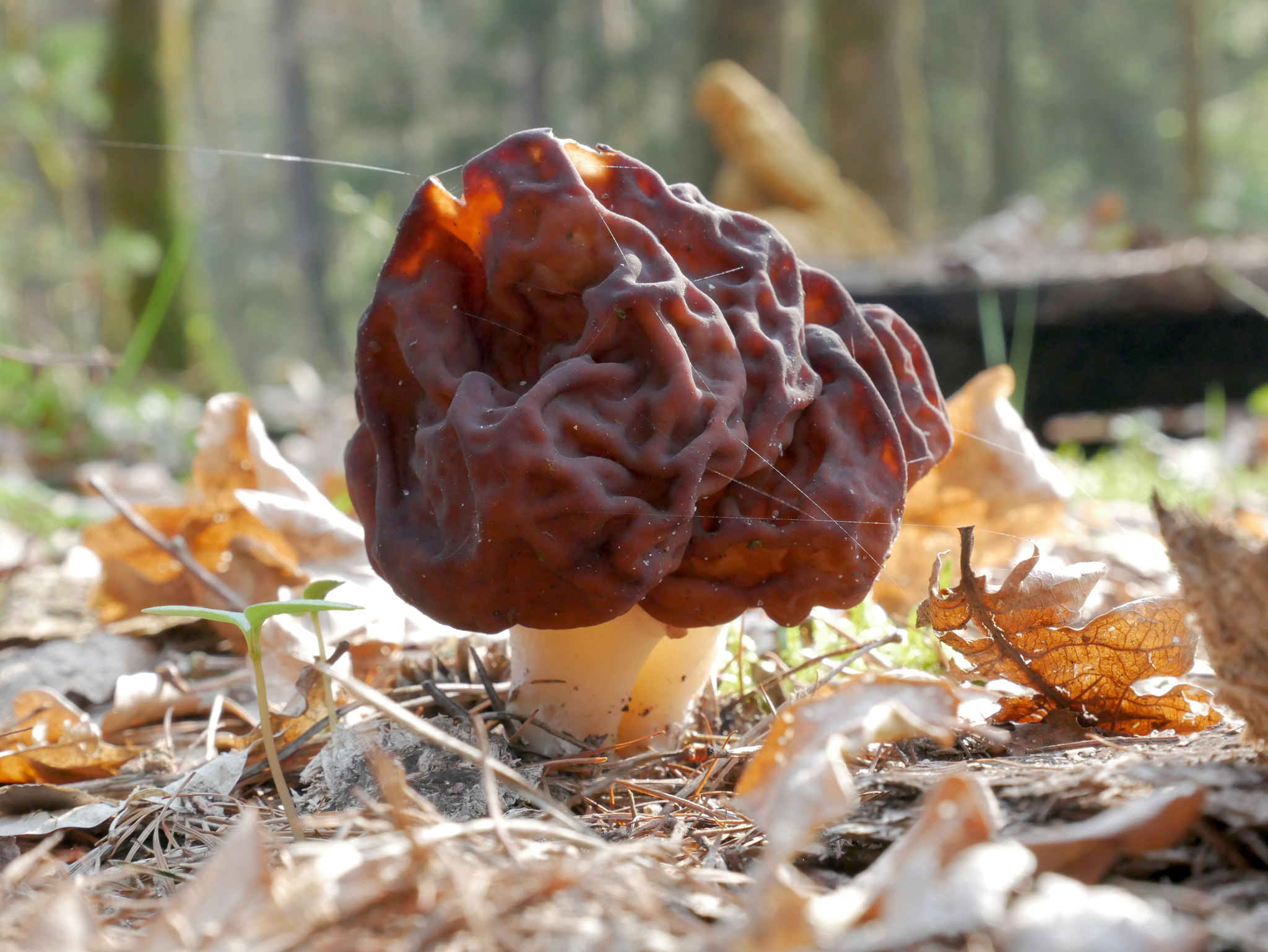

마귀곰보버섯(Gyromitra esculenta)은 맹독성이 있는 주발버섯목 게딱지버섯과 마귀곰보버섯속의 독버섯이다. 식용 버섯인 곰보버섯(Morchella esculenta)과는 목 단위에서 같을 뿐 과 단위부터 다르다.
마귀곰보버섯은 하이드라진 계열인 지로미트린(Gyromitrin) 독이 있으며 지로미트린은 몸속에서 모노메틸하이드라진으로 분해되어 위장관과 신경계에 치명적이다. 핀란드에서는 데쳐서 독을 빼고 먹기도 하는데
안전하다고 알려져 있다.